# Cavignac
Cavignac – miejscowość i gmina we Francji, w regionie Nowa Akwitania, w departamencie Żyronda.
Według danych na rok 1990 gminę zamieszkiwało 1135 osób, a gęstość zaludnienia wynosiła 171 osób/km² (wśród 2290 gmin Akwitanii Cavignac plasuje się na 381. miejscu pod względem liczby ludności, natomiast pod względem powierzchni na miejscu 1307.).